# Martin Donovan
Pour les articles homonymes, voir Donovan.
Martin Donovan est un acteur et réalisateur américain né le 19 août 1957 à Reseda, (États-Unis).

## Carrière
Acteur de télévision, il est révélé au grand écran par le film Trust Me de Hal Hartley, dont il deviendra l'un des acteurs fétiches. Hormis ses collaborations avec le cinéaste new-yorkais, la carrière cinématographique de Martin Donovan reste cantonnée aux seconds rôles, ce qui ne l'empêchera pas de travailler avec Spike Lee, Jane Campion, Mira Nair, Christopher Nolan et Paul Thomas Anderson.

## Filmographie

### Acteur

#### Cinéma

##### Longs métrages
- 1984 : Point de rupture (Hard Choices) de Rick King : Josh
- 1989 : L'Incroyable Vérité (The Unbelievable Truth) de Hal Hartley
- 1990 : Trust Me (Trust) de Hal Hartley : Matthew Slaughter
- 1991 : Crack Me Up de Bashar Shbib : Dr. Orilla Bastilla
- 1992 : Simple Men de Hal Hartley : Martin
- 1992 : Malcolm X de Spike Lee : Agent du FBI
- 1993 : Tueuse à gage (Quick) de Rick King : Herschel Brewer
- 1994 : Amateur de Hal Hartley : Thomas Ludens
- 1994 : The Rook d'Eran Palatnik : John Abbott
- 1994 : Nadja de Michael Almereyda : Jim
- 1995 : Flirt de Hal Hartley : Walter
- 1996 : Une vie normale (Hollow Reed) d'Angela Pope : Maartin Wyatt
- 1996 : Portrait de femme (The Portrait of a Lady) de Jane Campion : Ralph Touchett
- 1998 : Sexe et autres complications (The Opposite of Sex) de Don Roos : Bill Truitt
- 1998 : Le Livre de la vie (The Book of Life) de Hal Hartley : Jésus Christ
- 1998 : Heaven de Scott Reynolds : Robert Marling
- 1998 : Spanish Fly de Daphna Kastner : Carl
- 1998 : D'une vie à l'autre (Living Out Loud) de Richard LaGravenese : Robert Nelson
- 1999 : Onegin de Martha Fiennes : Prince Nikitin
- 1999 : In a Savage Land de Bill Bennett : Dr. Phillip Spence
- 2000 : Désir (Desire) de Colleen Murphy
- 2001 : Pipe Dream de John Walsh : David Kulovic
- 2002 : Insomnia de Christopher Nolan : Hap Eckhart
- 2003 : The United States of Leland de Matthew Ryan Hoge : Harry Pollard
- 2003 : Cody Banks : Agent Secret (Agent Cody Banks) de Harald Zwart : Dr. Connors
- 2004 : Saved ! de Brian Dannelly : le pasteur Skip
- 2004 : The Pornographer : A Love Story d'Ala Wade : Michael
- 2005 : The Quiet de Jamie Babbit : Paul Deer
- 2005 : At Last de Tom Anton : Mark Singleton
- 2006 : The Garage de Roscoe Arbuckle : Matt adulte
- 2006 : The Visitation de Robby Henson : Travis Jordan
- 2006 : The Sentinel de Clark Johnson : William Montrose
- 2006 : Day on Fire de Jay Anania : Walter Evering
- 2007 : Wind Chill de Gregory Jacobs : le policier
- 2008 : The Alphabet Killer de Rob Schmidt : Jim Walsh
- 2009 : Le Dernier Rite (The Haunting in Connecticut) de Peter Cornwell : Peter Campbell
- 2009 : Duress (en) de Jordan Barker : Richard Barnett
- 2010 : William Vincent (Shadows and Lies) de Jay Anania : Victor
- 2010 : No Limit (Unthinkable) de Gregor Jordan : l'assistant réalisateur Jack Saunders
- 2011 : Collaborator de lui-même : Robert Longfellow
- 2012 : L'Intégriste malgré lui (The Reluctant Fundamentalist) de Mira Nair : Ludlow Cooper
- 2012 : Silent Hill: Revelation 3D de Michael J. Bassett : Douglas Cartland
- 2013 : Nurse (Nurse 3-D) de Doug Aarniokoski : Larry Cook
- 2014 : Sabotage de David Ayer : Floyd Demel
- 2014 : Ned Rifle de Hal Hartley : Révérend Daniel Gardner
- 2015 : Inherent Vice de Paul Thomas Anderson : Crocker Fenway
- 2015 : Ant-Man de Peyton Reed : Mitchell Carson
- 2017 : Rememory de Mark Palansky : Gordon Dunn
- 2017 : Aftermath d'Elliott Lester : Robert
- 2017 : Cheval indien (Indian Horse) de Stephen Campanelli : Jack Lanahan
- 2018 : Status Update de Scott Speer : Mr. Alden
- 2018 : Fahrenheit 451 de Ramin Bahrani : Nyari
- 2019 : Come to Daddy (en) d'Ant Timpson (en) : Brian
- 2019 : Dans les yeux d'Enzo (The Art of Racing in the Rain) de Simon Curtis : Maxwell
- 2019 : Mensonge blanc (White Lie) de Yonah Lewis et Calvin Thomas : Doug Arneson
- 2020 : Tenet de Christopher Nolan : Fay
- 2020 : Percy de Clark Johnson : Rick Aarons
- 2021 : Redemption Day de Hicham Hajji : Tom Fitzgerald
- 2021 : Crisis de Nicholas Jarecki (en) : Lawrence Morgan
- 2023 : BlackBerry de Matt Johnson : Rick Brock
- 2024 : The Apprentice d'Ali Abbasi : Fred Trump

##### Courts métrages
- 1992 : Un désir si vif (Surviving Desire) (court métrage) de Hal Hartley : Jude
- 1993 : Flirt de Hal Hartley : Walter
- 2004 : White Like Me de Gregory Fitzsimmons : Gus
- 2008 : Remember Back, Remember When de Rainer Judd : Papa

#### Télévision

##### Séries télévisées
- 1982 : King's Crossing (saison 1, épisode 4 Triangle) : Jeff Newman
- 1987 : At Mother's Request (mini-série) : Détective Rogen
- 1987 : Détective de choc (Leg Work) (saison 1, épisode 10 Peaches) : Davidson
- 1990 : On ne vit qu'une fois (One Life to Live) (épisode 5679) : Brian
- 1992 : The Adventures of Pete & Pete (saison 1, épisode 11 Apocalypse Pete) : le surveillant
- 1993 : South Beach (saison 1, épisode 7 School for Scandal) : Spencer Robinson
- 2000 : Wonderland (8 épisodes) : Dr. Neil Harrison
- 2001-2002 (13 épisodes) : Pasadena : Will McAllister
- 2003 : Les Experts (Crime Scene Investigation) (saison 4, épisode 8 After the Show) : Howard Delhomme
- 2003 : New York, unité spéciale (Law & Order: Special Victims Unit) (saison 5, épisode 5 Serendipity) : Dr Archibald Newlands
- 2004 : Traffic (mini-série) : Brent Delaney
- 2005-2006 : Weeds (saisons 1 et 2, 14 épisodes) : Peter Scottson
- 2005-2007 : Dead Zone (saisons 4, 5, 6, 6 épisodes) : Malcolm Janus
- 2006 : New York, police judiciaire (saison 16, épisode 16 Cost of Capital) : Robert White
- 2007 : Les Maîtres de l'horreur (Masters of Horror) (saison 2 épisode 9 Mort clinique (Right to Die)) : Cliff Addison
- 2007-2008 : Ghost Whisperer (saison 3, 4 épisodes) : Tom Gordon
- 2009 : Fear Itself (saison 5, épisode 5) : Officier Dan Johnson
- 2010 : Les Aventuriers de Smithson High (Unnatural History) (13 épisodes) : Bryan Bartlett
- 2011-2012 : Boss (14 épisodes) : Ezra Stone
- 2012 : The Firm (9 épisodes) : Kevin Stack
- 2012 : The Listener (saison 3, épisode 2 Cold Case Blues) : Michael Morrissey
- 2013-2015 : Rogue (11 épisodes) : Richard Campbell
- 2013 : King & Maxwell (4 épisodes) : Robert "Bob" Q. Scott
- 2013 : Homeland (saison 3, épisodes 4 et 8) : Leland Bennett
- 2014 : Hannibal (saison 2, épisode 2 Sakizuke) : le thérapeute de Crawford
- 2014 : Motive (saison 2, épisode 2 They Made Me a Criminal) : Miles Balfour
- 2014 : The Lottery (10 épisodes) : Darius Hayes
- 2016 : Unforgettable (saison 4, épisode 10 Game On) : William Houston
- 2016 : Frankenstein Code (saison 1, épisode 3 From Darkness, the Sun) : Duke Davis
- 2016 : DC: Legends of Tomorrow (saison 1, 4 épisodes) : Zaman Druce
- 2016 : Roadside Picnic (saison 1, épisode 1 Pilot) : Dr. Pilman
- 2017 : Conviction (saison 1, épisode 12 Enemy Combatant) : Theodore « Ted » Morrison
- 2017-2018 : Beyond (5 épisodes) : Isaac Frost
- 2017-2018 : L'Arme fatale (Leathal Weapon) (saison 2, épisodes 10 et 22) : Grant Davenport
- 2018 : New York, unité spéciale (Law & Order: Special Victims Unit) (saison 19, épisode 11 Flight Risk) : capitaine Logan Carter
- 2018 : Electric Dreams (saison 1, épisode 9 Safe and Sound) : Odin
- 2018 : Carter (saison 1, épisode 10 The Ring) : Hamilton Gerard
- 2019 : Big Little Lies (saison 2, 5 épisodes) : Martin Howard
- 2019 : Another Life (saison 1, épisode 7 Living the Dream) : Egan Harrison
- 2019-2020 : Nancy Drew (saison 1, 3 épisodes) : Everett Hudson
- 2020 : Dead Still (mini-série) (épisodes 4 à 6) : Bushrod Whacker
- 2021-2022 : Toujours là pour toi (Firefly Lane) (3 épisodes) : Wilson King
- 2022 : Archive 81 (8 épisodes) : Virgil Davenport
- 2023-2024 : Opérations Spéciales : Lioness (Special Ops: Lioness) (8 épisodes) : Errol
- 2024 : Earth Abides (saison 1, épisode 1 Alone) : Milton

##### Téléfilms
- 1993 : Scam de John Flynn : Gordon Wexler
- 1997 : Puzzle criminel (Night Sins) de Robert Allan Ackerman : Paul Garrison
- 1998 : Héros pour la vie - Deux couples (Rescuers : Stories of Courage : Two Couples), segment Aart and Johtje Vos de Tim Hunter : Aart Vos
- 1998 : Quand les clairons se taisent (When Trumpets Fade) de John Irvin : Capitaine Pritchett
- 1999 : Liaison mortelle (The Hunt for the Unicorn Killer) de William A. Graham : Richard DiBenedetto
- 2000 : The Great Gatsby de Robert Markowitz : Tom Buchanan
- 2000 : L'Amour en question (Custody of the Heart) de David Hugh Jones : Dennis Raphael
- 2001 : Amy & Isabelle de Lloyd Kramer : Peter Robertson
- 2002 : RFK de Robert Dornhelm : John F. Kennedy
- 2005 : Dark Shadows de P.J. Hogan : Roger Collins
- 2009 : Le Visage du crime (Everything She Ever Wanted) de Peter Svatek : Charles
- 2012 : The Selection de Mark Piznarski : King Clarkson
- 2016 : All At Once de Jon Abrahams : Giovanni Sacco
- 2017 : Robert Durst a-t-il tué sa femme ? (The Lost Wife of Robert Durst) d'Yves Simoneau : Détective Struk
- 2023 : Sealed with a List de Lucie Guest : Silas Remond

### Réalisateur

#### Cinéma
- 2011 : Collaborator

#### Télévision
- 2014-2015 : Rogue (série télévisée) (saison 2, épisode 9 Oh Sarah ; saison 3, épisode 6 Lights Out)

## Distinctions

### Récompenses
- 1997 : National Society of Film Critics Awards du meilleur acteur dans un second rôle dans un drame romantique pour Portrait de femme (The Portrait of a Lady) (1996).
- Festival international du film de Karlovy Vary 2011 : Lauréat du Prix FIPRESCI pour Collaborator (2011).

### Nominations
- 2e cérémonie des Chlotrudis Awards 1996 : Meilleur acteur dans une comédie dramatique pour Amateur (1996).
- 62e cérémonie des New York Film Critics Circle Awards 1996 : Meilleur acteur dans un second rôle dans un drame romantique pour Portrait de femme (The Portrait of a Lady) (1996).
- 3e cérémonie des Chlotrudis Awards 1997 : Meilleur acteur dans un second rôle dans un drame romantique pour Portrait de femme (The Portrait of a Lady) (1996).
- 13e cérémonie des Screen Actors Guild Awards 2007 : Meilleure distribution pour une série comique pour Weeds (2005-2012) partagé avec Alexander Gould, Allie Grant, Indigo, Justin Kirk, Romany Malco, Andy Milder, Kevin Nealon, Maulik Pancholy, Mary-Louise Parker, Hunter Parrish, Tonye Patano, Elizabeth Perkins et Eden Sher.
- Festival international du film de Karlovy Vary 2011 : Nomination au Prix Crystal Globe (en) pour Collaborator (2011).

## Voix francophones
| - Guillaume Orsat dans : - Pasadena (série télévisée) - The United States of Leland - Saved! - The Quiet - New York, unité spéciale (série télévisée) - Dead Zone (série télévisée) - Ghost Whisperer (série télévisée) - No Limit - King and Maxwell (série télévisée) - Homeland (série télévisée) - Hannibal (série télévisée) - Motive (série télévisée) - Frankenstein Code (série télévisée) - DC: Legends of Tomorrow (série télévisée) - L'Arme fatale (série télévisée) - The Lost Wife of Robert Durst (téléfilm) - Fahrenheit 451 (téléfilm) - Tenet - Redemption Day - Opérations Spéciales : Lioness (série télévisée) - BlackBerry - Constantin Pappas dans : - Amy et Isabelle (téléfilm) - Romance de rêve - Traffic (mini-série) - Nicolas Marié dans : - Scam (téléfilm) - Sexe et autres complications - Archive 81 (série télévisée) | - Bernard Lanneau dans : - Nurse 3-D - Philip K. Dick's Electric Dreams (série télévisée) - Toujours là pour toi (série télévisée) - Éric Herson-Macarel dans : - Amateur - Une vie normale - Patrick Borg dans : - Insomnia - Les Maîtres de l'horreur (série télévisée) - Gabriel Le Doze dans : - Ant-Man - Dans les yeux d'Enzo Et aussi - Philippe Dumond dans Trust Me - Gérard Darier dans Cody Banks, agent secret - Frédéric Souterelle dans Onegin - Patrick Osmond dans Weeds (série télévisée) - Patrick Noérie dans New York, police judiciaire (série télévisée) - Marc Alfos dans The Sentinel - Michelangelo Marchese (Belgique) dans Les Aventuriers de Smithson High (série télévisée) - David Krüger dans Le Visage du crime (téléfilm) - Frédéric van den Driessche dans Silent Hill: Revelation 3D - Philippe Vincent dans Sabotage - Jean-Michel Vovk (Belgique) dans Aftermath - François-Éric Gendron dans The Apprentice |